# Iwate (Iwate)
Iwate (岩手町?) è una cittadina giapponese della prefettura di Iwate.